# Tetraclita stalactifera
Tetraclita stalactifera är en kräftdjursart som först beskrevs av Jean-Baptiste Lamarck 1818.  Tetraclita stalactifera ingår i släktet Tetraclita och familjen Tetraclitidae. Utöver nominatformen finns också underarten T. s. stalactifera.